# Marko Pridigar
Marko Pridigar, slovenski nogometaš,  * 18. maj 1985, Maribor.

## Klubska kariera
Marko Pridigar se je nogometa učil v nogometni šoli NK Maribor, v kateri je bil vse do prihoda v člansko kategorijo. Skupaj z Markom Ranilovićom sta postala vratarski tandem Maribora, kateri je imel pred njima v svojih vrstah nekatera slavna vratarska imena, kot je Marko Simeunovič. V članskem moštvu je prvič bil v sezoni 2004/2005, vendar še ni dobil priložnosti. Naslednjo sezono je debitiral v 1.SNL in zbral 5 nastopov. V Sezona 2006/2007 je dobil še več priložnosti, saj je v drugem delu sezone branil na 15 tekmah. Tako je pridobival izkušnje še naslednjo sezono, vendar le v prvem delu sezone, nakar je namesto njega branil Marko Ranilovič.

## Reprezentančna kariera
Marko Pridigar je bil član vseh mlajših slovenskih reprezentančnih selekcij, vendar članskega nastopa še nima.